# 新潟県道518号駒之湯温泉線

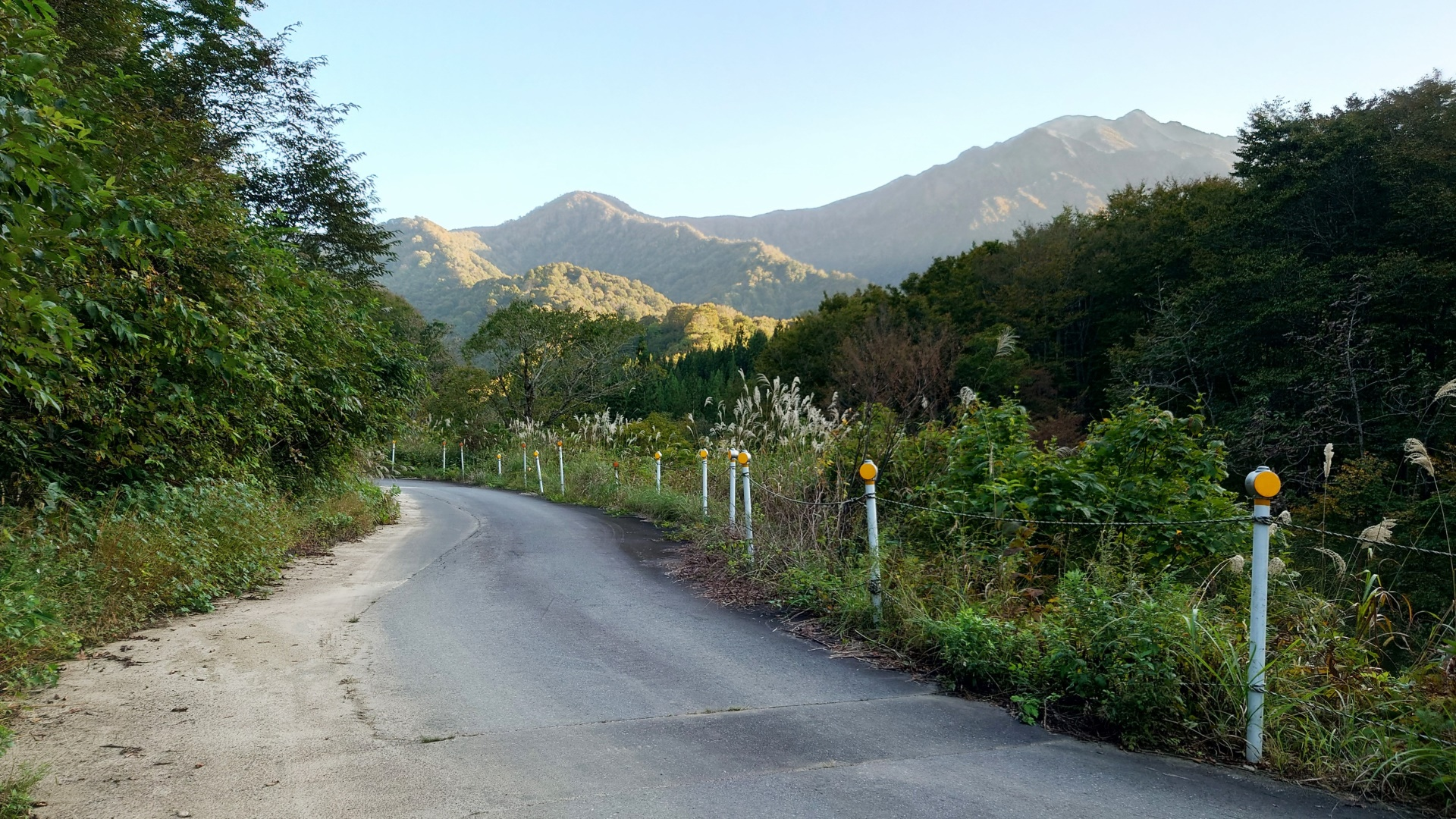
新潟県道518号線と越後駒ケ岳

新潟県道518号駒之湯温泉線（にいがたけんどう518ごう こまのゆおんせんせん）は、新潟県魚沼市内を通る一般県道である。

## 概要

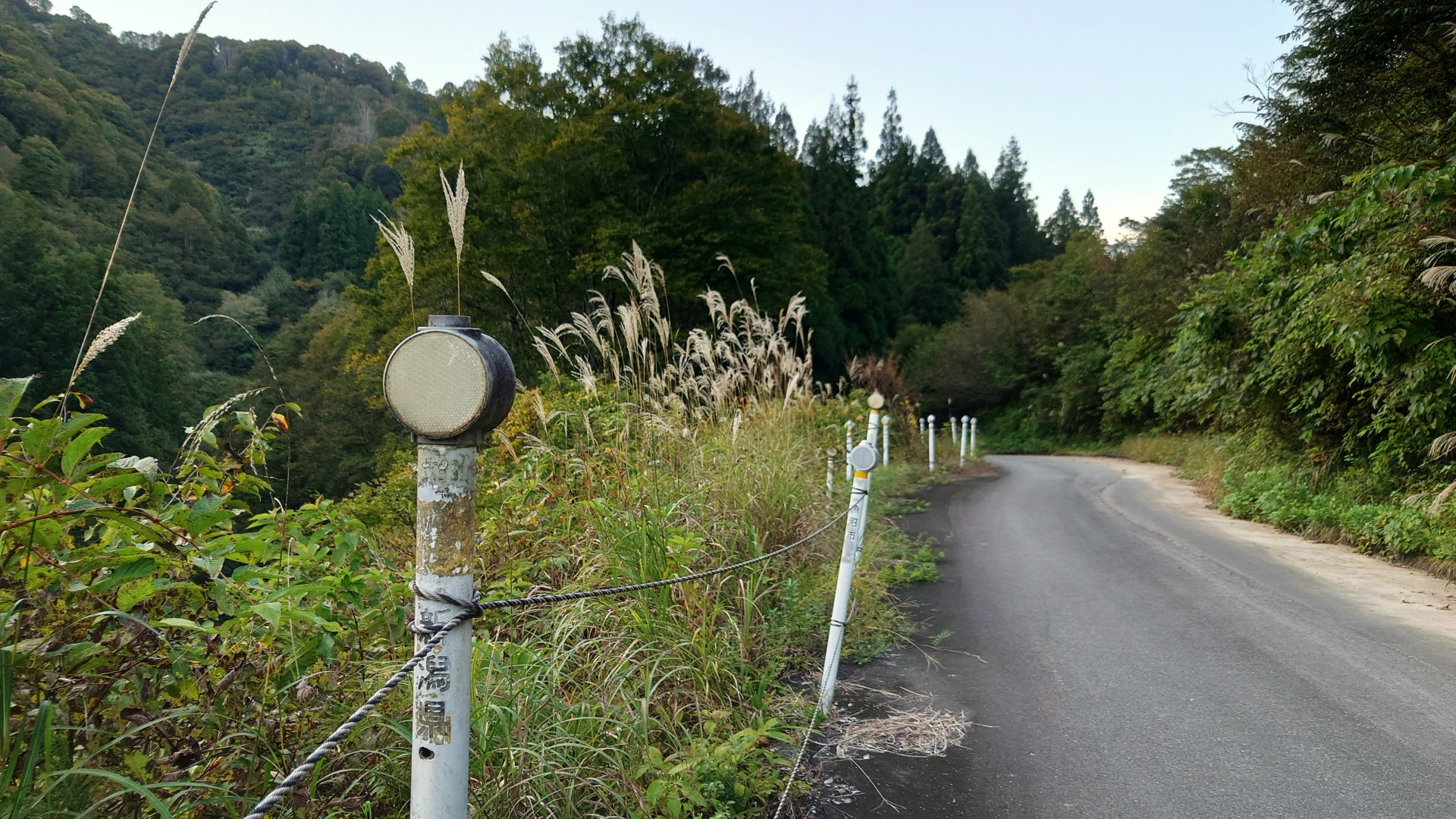
路側帯に並んだ新潟県と魚沼市のデリネーターポール

国道352号と分岐し、佐梨川の右岸側を走り駒の湯温泉（駒の湯山荘）へ至る路線。
全線が新潟県道としては未供用区間であり、実際の管理は魚沼市が行っている。終点側で魚沼市道宇津野66号線と重複し、宇津野59号線と接続する。
路面状況としてはほぼ全線で1車線程度の隘路が続き、所謂険道である。
終点側では駒の湯登山口として越後駒ヶ岳への登山道とも接続し、登山道入口に登山カード用のポストがある。

### 路線データ
- 起点：新潟県魚沼市宇津野字灰ノ又沢（国道352号交点）
- 終点：新潟県魚沼市宇津野字坂本須原（駒之湯温泉、魚沼市道宇津野59号線交点）

## 地理

### 通過する自治体
- 新潟県魚沼市

### 接続する道路
- 国道352号（別称銀山街道、樹海みち。至枝折峠）
- 魚沼市道宇津野59号線
- 越後駒ケ岳登山道